# الإدارة الفيدرالية لسلامة الناقلات الآلية
الإدارة الفيدرالية لسلامة الناقلات الآلية (FMCSA) هي وكالة في وزارة النقل الأمريكية تنظم صناعة النقل بالشاحنات في الولايات المتحدة. تتمثل المهمة الأساسية لـها في تقليل الحوادث والإصابات والوفيات التي تنطوي على الشاحنات والحافلات الكبيرة.

## وصلات خارجية
- موقع الإدارة الفيدرالية لسلامة الناقلات الآلية